# FAI Cup 2017
La FAI Cup 2017, denominata FAI Irish Daily Mail Senior Cup per ragioni di sponsorizzazione, è stata la 94ª edizione della competizione. Il torneo è iniziato il 30 aprile e si è concluso il 5 novembre 2017 con la finale. Il Cork City ha vinto il trofeo per la quarta volta nella sua storia, la seconda consecutiva.

## Formula del torneo
| Turno             | Numero di incontri | Squadre | Entrano a questo turno                                                             | Date                         |
| ----------------- | ------------------ | ------- | ---------------------------------------------------------------------------------- | ---------------------------- |
| Turno preliminare | 8                  | 40 → 32 | 16 squadre di Leinster Senior League, Munster Senior League e Ulster Senior League | 30 aprile 2017               |
| Primo turno       | 16                 | 32 → 16 | 20 squadre di League of Ireland 4 squadre di Leinster Senior League                | 11-12-13 agosto 2017         |
| Secondo turno     | 8                  | 16 → 8  | -                                                                                  | 25-26 agosto 2017            |
| Quarti di finale  | 4                  | 8 → 4   | –                                                                                  | 8-9 settembre 2017           |
| Semifinali        | 2                  | 4 → 2   | –                                                                                  | 29 settembre-1º ottobre 2017 |
| Finale            | 1                  | 2 → 1   | –                                                                                  | 5 novembre 2017              |

## Turno preliminare
| Squadra 1           | Risultato       | Squadra 2        |
| ------------------- | --------------- | ---------------- |
| 30 aprile 2017      |                 |                  |
| Ballymun United     | 1 – 1 (4-6 dcr) | Killester United |
| Bangor Celtic       | 3 – 2 (dts)     | Cherry Orchard   |
| College Corinthians | 0 – 1           | Ballincollig     |
| Edenderry Town      | 0 – 1           | Cobh Wanderers   |
| Evergreen United    | 2 – 2 (6-5 dcr) | St. Mary's       |
| Everton AFC         | 1 – 1 (6-4 dcr) | Liffey Wanderers |
| Greystones United   | 0 – 3           | Sheriff YC       |
| Killarney Celtic    | 1 – 0           | Boyle Celtic     |

## Primo turno
| Squadra 1        | Risultato        | Squadra 2        |
| ---------------- | ---------------- | ---------------- |
| 11 agosto 2017   |                  |                  |
| Cabinteely       | 3 – 1            | UCD              |
| Waterford United | 0 – 3            | Shelbourne       |
| Wexford Youths   | 1 – 2            | Crumlin United   |
| Finn Harps       | 4 – 3 (dts)      | Bohemians        |
| Shamrock Rovers  | 1 – 0            | Glenville        |
| 12 agosto 2017   |                  |                  |
| Cobh Wanderers   | 3 – 0            | Killarney Celtic |
| Ballincollig     | 0 – 5            | Athlone Town     |
| Bangor Celtic    | 3 – 2            | Everton AFC      |
| Bray Wanderers   | 0 – 1            | Cork City        |
| Longford Town    | 4 – 2 (dts)      | Sligo Rovers     |
| Cobh Ramblers    | 0 – 3            | Limerick         |
| 13 agosto 2017   |                  |                  |
| Bluebell Utd     | 3 – 0            | Sheriff YC       |
| Portmarnock      | 0 – 2            | St Patrick's     |
| Evergreen United | 0 – 4            | Drogheda Utd     |
| Killester United | 3 – 3 (9-10 dcr) | Galway United    |
| Dundalk          | 4 – 0            | Derry City       |

## Secondo turno
| Squadra 1      | Risultato | Squadra 2       |
| -------------- | --------- | --------------- |
| 25 agosto 2017 |           |                 |
| Bluebell Utd   | 1 – 0     | Cabinteely      |
| Shelbourne     | 0 – 3     | Shamrock Rovers |
| Bangor Celtic  | 0 – 1     | Longford Town   |
| St Patrick's   | 0 – 2     | Galway United   |
| Cork City      | 7 – 0     | Athlone Town    |
| Drogheda Utd   | 5 – 1     | Cobh Wanderers  |
| 26 agosto 2017 |           |                 |
| Crumlin United | 1 – 3     | Dundalk         |
| Limerick       | 1 – 0     | Finn Harps      |

## Quarti di finale
| Squadra 1        | Risultato | Squadra 2       |
| ---------------- | --------- | --------------- |
| 8 settembre 2017 |           |                 |
| Bluebell Utd     | 2 – 4     | Shamrock Rovers |
| Galway United    | 1 – 2     | Limerick        |
| Dundalk          | 4 – 0     | Drogheda Utd    |
| 9 settembre 2017 |           |                 |
| Longford Town    | 1 – 4     | Cork City       |

## Semifinali
| Squadra 1         | Risultato | Squadra 2       |
| ----------------- | --------- | --------------- |
| 29 settembre 2017 |           |                 |
| Cork City         | 1 – 0     | Limerick        |
| 1 ottobre 2017    |           |                 |
| Dundalk           | 1 – 1     | Shamrock Rovers |

### Replay
| Squadra 1       | Risultato   | Squadra 2 |
| --------------- | ----------- | --------- |
| 10 ottobre 2017 |             |           |
| Shamrock Rovers | 2 – 4 (dts) | Dundalk   |

## Finale
| Dublino 5 novembre 2017, ore 15:30 UTC                                                        | Dundalk              | 1 – 1 (d.t.s.) referto | Cork City | Aviva Stadium |
| \| \| \| \| \| Vemmelund 95’ \| Marcatori \| 111’ Campion \| \| \| Tiri di rigore 3 – 5 \| \| |                      |                        |           |               |
|                                                                                               |                      |                        |           |               |
| Vemmelund 95’                                                                                 | Marcatori            | 111’ Campion           |           |               |
|                                                                                               | Tiri di rigore 3 – 5 |                        |           |               |